# آيس في الحفرة
آيس في الحفرة (بالإنجليزية: Ace in the Hole)‏ هو فيلم نوار أمريكي من إخراج بيلي وايلدر وبطولة كيرك دوغلاس، جان ستيرلينج، روبرت آرثر  وبورتر هول، صدر الفيلم في 14 يونيو 1951.

## روابط خارجية
- آيس في الحفرة على موقع IMDb (الإنجليزية)
- آيس في الحفرة على موقع ميتاكريتيك (الإنجليزية)
- آيس في الحفرة على موقع الموسوعة البريطانية (الإنجليزية)
- آيس في الحفرة على موقع روتن توميتوز (الإنجليزية)
- آيس في الحفرة على موقع نتفليكس (الإنجليزية)
- آيس في الحفرة على موقع قاعدة بيانات الأفلام العربية
- آيس في الحفرة على موقع ألو سيني (الفرنسية)
- آيس في الحفرة على موقع Turner Classic Movies (الإنجليزية)
- آيس في الحفرة على موقع أول موفي (الإنجليزية)
- آيس في الحفرة على موقع فيلمافينيتي (الإسبانية)